# Едвард Стельмах
Е́двард Сте́льмах (англ. Ed Stelmach; нар. 11 травня 1951, м. Ламонт, Альберта, Канада) — політичний діяч українського походження, прем'єр канадської провінції Альберта.

## Біографія
Едвард Стельмах — канадець українського походження, прапрадід якого, Микола Стельмах, у 1898 році з дружиною Теодорою Кучерою прибув на канадські прерії з Львівщини, а саме з села Завидче, нинішнього Радехівського району Львівської області. Піонерська родина Стельмахів поселилася була в околиці Веґревіль в Альберті, — і, згідно з переказами, були причетні до побудови української греко-католицької церкви Покрови Пресвятої Богородиці.
Едвард, як молодший із п'яти дітей, виріс на фермі поблизу містечка Веґревіль. Згодом вчився в Альбертському університеті, протягом 11 років працював у роздрібній торгівлі, а потім повернувся на батьківську ферму. Крім англійської Ед Стельмах володіє й українською мовою. В Едварда Стельмаха з дружиною Марією Варшавською є четверо дорослих дітей: найстарший син Лесь — фінансовий аналітик в м. Калгарі; Тері працює в Едмонтоні; син Натан — інженер у м. Едмонтон; наймолодша дочка Лінетт закінчує Альбертський університет. Сім'я проживає на фермерській садибі поблизу Едмонтона.

## Політична діяльність

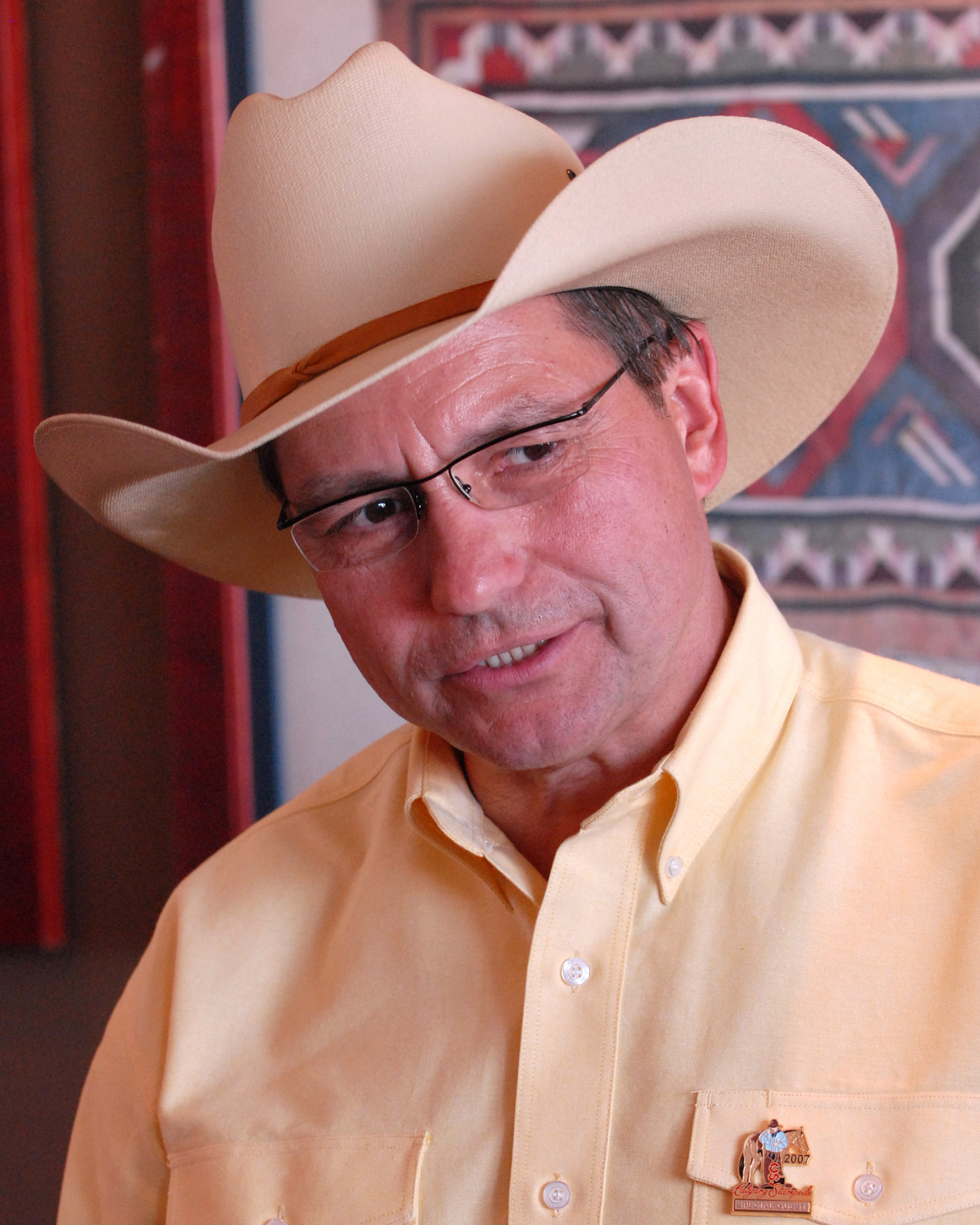

До політичної діяльності на провінційному рівні Едвард Стельмах працював головою місцевої адміністрації, членом шкільної ради, головою місцевої ради Охорони здоров'я, був членом рад кількох лікарень та інших суспільних закладів.
У 1993 Едвард Стельмах уперше балотувався і переміг на виборах в Законодавчу палату провінції Альберта. Працюючи з того часу в провінційному парламенті був призначений головою Дослідного інституту сільського господарства Альберти. Опісля, завдяки наполегливій роботі, його призначено заступником — а в 1995 р. секретарем — Прогресивно-консервативної партії Альберти в альбертському парламенті. Призначений міністром протягом чотирьох термінів:
- Міністром сільського господарства (1997 до 1999 рр.)
- Міністром інфраструктури (1999 до 2001 рр.)
- Міністром транспорту (2001 до 2004 рр.)
- Міністром міжнародних і міжурядових справ (2004 до 2006 рр.)

Відбув 13 років у складі провінційного уряду, в тому числі як член впливових урядових комітетів: п'ять років у Комітеті по порядку денному та пріоритетах парламенту, шість років в управлінні Казначейства провінції.
3 грудня 2006 р. Стельмах обраний лідером Прогресивно-консервативної партії Альберти, з 15 грудня 2006 р. — Глава уряду і прем'єр провінції Альберта.
Активіст програми Канадсько-українського законодавчого обміну, яка спонсорується Канадським Міжнародним Агентством Розвитку. Програма передбачає візити українських політиків та поділенням досвідом парламентської діяльності в Канаді.

## «Ера Еда»
Ед Стельмах перейняв свою посаду, вигравши лише внутрішньопартійні вибори в грудні 2006 року: таким чином він не перемагав, як лідер партії на всенародних виборах, чим користалися його критики називаючи його в мас-медіа «слабким лідером».
4 лютого 2008 року, після чергової суперечки в парламенті щодо фінансування програми охорони здоров'я, Стельмах звернувся до Генерал-лейтенанта провінції Нормана Квонга з пропозицією розпустити парламент Альберти і призначити позачергові перевибори. До того прем'єр жорстко критикувався, особливо через мас-медіа, за його рішення підняти «роялті» податки на видобуток нафти до рівня світових. Критики вважали, що «слабкий прем'єр» узяв на себе завелику відповідальність. Більшість аналітиків прогнозували, що якщо партія Стельмаха і виграє ці вибори, то втратить більшість в парламенті.
Позачергові вибори відбулися 3 березня 2008 року і прогресивно-консервативна партія на чолі з Едом Стельмахом переконливо перемогла, взявши аж на 12 місць більше в парламенті ніж було до перевиборів (загалом 52.67 % процентів голосів виборців, 72 місця з 83-х). Після цієї несподівано переконливої перемоги Прогресивно Консервативної партії деякі оглядачі (зокрема CBC) заявили, що в Альберті настає «ера Еда», напевно за аналогією з тим, як до того всі говорили про «еру Ральфа» — популярного попередника на посту лідера правлячої партії.

## Заява про відхід від політики
25 січня 2011 року прем'єр Стельмах зробив в Едмонтоні заяву про небажання виставляти свою кандидатуру на переобрання на виборах в 2012 році і про відхід від політичної діяльності по закінченню свого дійсного терміну. Деякі оглядачі вважають, що причиною цього стало неможливість налагодження продуктивного діалогу між нафтовим бізнесом і прем'єром Стельмахом після рішення підняти до світового рівня нафтові роялті — фіксованого відсотка відрахувань до бюджету за видобуток нафти.

## Нагороди
- орден князя Ярослава Мудрого III ступеня (Україна, 2008)[1]